# Fotovoltaická elektrárna Stříbro
Fotovoltaická elektrárna Stříbro v okrese Tachov v Plzeňském kraji byla od svého zprovoznění v prosinci 2009 až do zprovoznění FVE Vepřek v září 2010 největší sluneční elektrárnou v České republice. Elektrárnu provozuje společnost Solar Stříbro s. r. o. (IČ 29068576). Instalovaný výkon je 13,6 MW. Elektrárna je napojena do rozvodné sítě ČEZ Distribuce.
V květnu 2009 se o záměru elektrárny v bývalém vojenském areálu psalo jako o projektu německé firmy S.A.G. Solarstrom ve spolupráci s německou firmou Solarpower a nejmenovanými partnery z České republiky. Instalovaný výkon měl být 13 MW a rozloha 30 hektarů a stavět se mělo od července do podzimu 2009. Roční výkon měl být 3,65 milionu kWh a roční tržby 175 milionů Kč. Rovněž v březnu 2010 se o této elektrárně psalo jako o projektu německé firmy Solarstrom, zároveň jako o největší fotovoltaické elektrárně v zemi s kapacitou 13 MW, přičemž se údajně plánovalo rozšíření. Podle zprávy agentury ČIA z 5. 1. 2010 vlastní elektrárnu o instalovaném výkonu 13,6 MW, tehdy největším v republice, firma Solar Stříbro, patřící podnikateli Josefu Staunerovi, spolu s německou společností S. A. G. Solarstrom.